# Communauté d’agglomération du Pays de Saint-Malo Agglomération
Die Communauté d’agglomération du Pays de Saint-Malo Agglomération (inoffiziell: Saint-Malo Agglomération) ist ein französischer Gemeindeverband mit der Rechtsform einer Communauté d’agglomération im Département Ille-et-Vilaine in der Region Bretagne. Sie wurde am 1. Januar 2001 nach einem Erlass vom 22. Dezember 2000 gegründet und umfasst 18 Gemeinden.

## Mitgliedsgemeinden
| Gemeinde                                                       | Einwohner 1. Januar 2022 | Fläche km² | Dichte Einw./km² | Code INSEE | Postleitzahl |
| -------------------------------------------------------------- | ------------------------ | ---------- | ---------------- | ---------- | ------------ |
| Cancale                                                        | 5.554                    | 12,61      | 440              | 35049      | 35260        |
| Châteauneuf-d’Ille-et-Vilaine                                  | 1.679                    | 1,38       | 1.217            | 35070      | 35430        |
| Hirel                                                          | 1.384                    | 9,85       | 141              | 35132      | 35120        |
| La Fresnais                                                    | 2.508                    | 14,43      | 174              | 35116      | 35111        |
| La Gouesnière                                                  | 2.000                    | 8,74       | 229              | 35122      | 35350        |
| La Ville-ès-Nonais                                             | 1.226                    | 4,34       | 282              | 35358      | 35430        |
| Le Tronchet                                                    | 1.204                    | 11,35      | 106              | 35362      | 35540        |
| Lillemer                                                       | 383                      | 3,74       | 102              | 35153      | 35111        |
| Miniac-Morvan                                                  | 4.379                    | 31,03      | 141              | 35179      | 35540        |
| Plerguer                                                       | 2.871                    | 20,19      | 142              | 35224      | 35540        |
| Saint-Benoît-des-Ondes                                         | 966                      | 2,92       | 331              | 35255      | 35114        |
| Saint-Coulomb                                                  | 2.970                    | 18,04      | 165              | 35263      | 35350        |
| Saint-Guinoux                                                  | 1.247                    | 6,37       | 196              | 35279      | 35430        |
| Saint-Jouan-des-Guérets                                        | 2.816                    | 9,24       | 305              | 35284      | 35430        |
| Saint-Malo                                                     | 47.255                   | 36,58      | 1.292            | 35288      | 35400        |
| Saint-Méloir-des-Ondes                                         | 4.666                    | 29,49      | 158              | 35299      | 35350        |
| Saint-Père-Marc-en-Poulet                                      | 2.399                    | 19,74      | 122              | 35306      | 35430        |
| Saint-Suliac                                                   | 977                      | 5,46       | 179              | 35314      | 35430        |
| Communauté d’agglomération du Pays de Saint-Malo Agglomération | 86.484                   | 245,50     | 352              | –          | –            |